# Лаанеметс, Эмилия Юхановна
Эмилия (Эмилие) Юхановна Лаанеметс (16 (29) ноября 1909, д. Нурме, Гапсальский уезд, Эстляндская губерния, Российская империя — 2 марта 2004, Раплаский район, Эстония) — свинарка колхоза «Тээ Коммунизмиле» Раплаского района Эстонской ССР, Герой Социалистического Труда (1958).

## Биография
Родилась 16 (29) ноября 1909 года в деревне Нурме Гапсальского уезда Эстляндской губернии (ныне волости Марьямаа уезда Рапламаа, Эстония) в крестьянской семье. По национальности эстонка.
После окончания 6 классов Валтуской школы начала работать, летом трудилась подёнщицей, зимой рукодельничала. Во время Великой Отечественной войны пережила немецкую оккупацию 1941—1944 годов.
Устроилась свинаркой в созданный в апреле 1949 года в Ляэнеском уезде (с 1950 года — Раплаский район) колхоз «Тээ Коммунизмиле» («Путь к коммунизму», в дальнейшем — колхоз «Валту»). Кроме ухода за свиньями, занимались заготовкой кормов. В середине 1950-х годов стала получать от свиноматок более 24 поросят за год, а в 1957 году — в среднем 27,9.
Указом Президиума Верховного Совета СССР от 1 марта 1958 года «за выдающиеся успехи, достигнутые в деле развития сельского хозяйства по производству зерна, картофеля, мяса, молока и других продуктов сельского хозяйства, и внедрение в производство достижений науки и передового опыта» удостоена звания Героя Социалистического Труда с вручением ордена Ленина и золотой медали «Серп и Молот».
Дважды лучший животновод республики, многократный участник Выставки достижений народного хозяйства (ВДНХ) СССР. Избиралась депутатом Раплаского районного Совета депутатов трудящихся (1959—1961).
В 1962 году вышла на пенсию. Жила в Рапласком районе Эстонии, скончалась 2 марта 2004 года, похоронена на кладбище города Рапла.
Награждена орденом Ленина (01.03.1958), медалями, в том числе Большой и Малой золотыми медалями, Малой серебряной медалью ВДНХ СССР, а также 3 Почётными Грамотами Президиума Верховного Совета Эстонской ССР.